# Zorea, Krasnohvardiiske
Zorea (în ucraineană Зоря) este un sat în comuna Voshod din raionul Krasnohvardiiske, Republica Autonomă Crimeea, Ucraina.

## Demografie
Componența lingvistică a localității Zorea
     Rusă (72,05%)
     Tătară crimeeană (12,05%)
     Ucraineană (10,14%)
     Belarusă (3,29%)
Conform recensământului din 2001, majoritatea populației localității Zorea era vorbitoare de rusă (72,05%), existând în minoritate și vorbitori de tătară crimeeană (12,05%), ucraineană (10,14%) și belarusă (3,29%).